# Sandeep Kumar (lekkoatleta)
Sandeep Kumar (ur. 1 maja 1986 w okręgu Mahendragarh w stanie Hariana) – indyjski lekkoatleta specjalizujący się w chodzie sportowym, dwukrotny olimpijczyk.
Dwukrotnie startował w igrzyskach olimpijskich. W 2016 w Rio de Janeiro zajął 35. miejsce w chodzie na 50 kilometrów, a w 2020 w Tokio 23. miejsce w chodzie na 20 kilometrów. Trzykrotnie brał udział w mistrzostwach świata. W 2013 w Moskwie został zdyskwalifikowany w chodzie na 50 kilometrów, w 2015 w Pekinie zajął na tym dystansie 26. miejsce, a w 2022 w Eugene zajął 40. miejsce w chodzie na 20 kilometrów. 
Zdobył brązowy medal w chodzie na 10 000 metrów na igrzyskach Wspólnoty Narodów w Birmingham. 

## Osiągnięcia
| Rok  | Impreza                                | Miejsce        | Konkurencja      | Lokata      | Wynik    |
| ---- | -------------------------------------- | -------------- | ---------------- | ----------- | -------- |
| 2012 | Puchar świata w chodzie                | Sarańsk        | chód na 50 km    | 33. miejsce | 4:03:45  |
| 2013 | Mistrzostwa świata                     | Moskwa         | chód na 50 km    | –           | DQ       |
| 2014 | Puchar świata w chodzie                | Taicang        | chód na 50 km    | 20. miejsce | 3:56:22  |
| 2014 | Igrzyska azjatyckie                    | Inczon         | chód na 50 km    | 4. miejsce  | 3:59:31  |
| 2015 | Mistrzostwa świata                     | Pekin          | chód na 50 km    | 26. miejsce | 3:57:06  |
| 2016 | Drużynowe mistrzostwa świata w chodzie | Rzym           | chód na 20 km    | 42. miejsce | 1:23:57  |
| 2016 | Igrzyska olimpijskie                   | Rio de Janeiro | chód na 50 km    | 35. miejsce | 4:07:55  |
| 2018 | Drużynowe mistrzostwa świata w chodzie | Taicang        | chód na 50 km    | 27. miejsce | 3:59:28  |
| 2018 | Igrzyska azjatyckie                    | Dżakarta       | chód na 50 km    | –           | DQ       |
| 2021 | Igrzyska olimpijskie                   | Tokio          | chód na 20 km    | 23. miejsce | 1:25:07  |
| 2022 | Drużynowe mistrzostwa świata w chodzie | Maskat         | chód na 20 km    | 13. miejsce | 1:26:45  |
| 2022 | Mistrzostwa świata                     | Eugene         | chód na 20 km    | 40. miejsce | 1:31:58  |
| 2022 | Igrzyska Wspólnoty Narodów             | Birmingham     | chód na 10 000 m | 3. miejsce  | 38:49,21 |

## Rekordy życiowe
Rekordy życiowe Kumara:
- chód na 10 000 metrów (bieżnia) – 38:49,21 (7 sierpnia 2022, Birmingham)
- chód na 10 kilometrów – 39:44 (16 maja 2022, Madryt)
- chód na 20 000 metrów (bieżnia) – 1:24:50,21 (8 września 2019, Pune)
- chód na 20 kilometrów – 1:20:16 (13 lutego 2021, Ranchi), rekord Indii
- chód na 50 kilometrów – 3:55:59 (18 lutego 2017, Nowe Delhi), rekord Indii